# Nụ hôn đầu
Nụ hôn đầu (tiếng Trung: 一吻定情; bính âm: Yī wěn dìng qíng) là một bộ phim tình cảm Đài Loan năm 2019 của đạo diễn Trần Ngọc San được dựa trên bộ truyện Itazura na Kiss. Phim có sự tham gia của Lâm Doãn trong vai Nguyên Tương Cầm, một nữ sinh bình thường từ lớp F và Vương Đại Lục trong vai Giang Trực Thụ, một học sinh thông minh từ lớp A.

## Nội dung
Bộ phim mở đầu khi Giang Trực Thụ đang đi đến trường. Nguyên Tương Cầm đi ngang qua Giang Trực Thụ và vấp ngã trên bậc thang kéo theo điện thoại của cậu. Khi cậu cố gắng cứu Nguyên Tương Cầm khỏi tai nạn và điện thoại của cậu khỏi bị vỡ thì Nguyên Tương Cầm bất ngờ nắm lấy cà vạt dẫn tới một nụ hôn nhẹ giữa hai người. Nụ hôn này đánh dấu cuộc gặp đầu tiên của họ. Sau đó, cô gặp Giang Trực Thụ một lần nữa tại một hội trường khi anh nói về dự án đang diễn ra của mình ở Boston và phát hiện ra cậu là một người cực kỳ thông minh với IQ 200 thuộc lớp A.
Hai năm sau, cô vẫn tiếp tục theo dõi Giang Trực Thụ, trên trang mạng truyền thông xã hội của cậu. Một ngày nọ, khi đang phá một tổ ong trước khu lớp F, cô thấy một bản cập nhật mạng xã hội trên tài khoản của Giang Trực Thụ nói rằng cậu đang quay trở lại tòa nhà A. Vì bài đăng này mà hàng trăm người hâm mộ bao gồm cả cô bắt đầu chạy. Khi cánh cổng lớp A đóng lại, cô hạ quyết tâm sẽ tỏ tình với Giang Trực Thụ. Sau khi quay trở về lớp F, cô biết rằng nếu có một cảnh báo cháy trong trường thì nó sẽ tắt tất cả mọi biện pháp bảo vệ và do đó cho phép cô đi qua cổng lớp A. Cô chạy đến, tìm Giang Trực Thụ và thú nhận tình cảm của mình nhưng cậu lạnh lùng từ chối. Sau đó các học sinh lớp A đã ghi lại khoảnh khắc đáng xấu hổ này và chọc cười cô trong khi hiệu trưởng mắng cô vì đã lãng phí thời gian của Giang Trực Thụ.
Nhà của Tương Cầm bị sập vì xây dựng kém sau một trận động đất nhẹ, cùng với lời tỏ tình trước đó, cô đã trở thành trung tâm chú ý của mọi người. Khi Giang Trực Thụ đi ngang qua, cô đã thách thức cậu rằng một học sinh lớp F có thể lọt vào danh sách 100 học sinh có thành tích tốt nhất trong bài kiểm tra giữa kỳ. Sau đó cô chuyển đến sống tại nhà bạn của cha cô mà không biết rằng đó cũng là nhà của Giang Trực Thụ. Theo thời gian, Tương Cầm và Trực Thụ gần gũi với nhau hơn thông qua mẹ của Trực Thụ, khi bà khuyến khích mối quan hệ của cả ở trường và ở nhà anh.
Vì lời thách thức lọt vào vị trí thứ 100 và để tránh khỏi bị trêu chọc khi không lọt vào danh sách, Tương Cầm đã nhờ Trực Thụ bổ túc lại kiến thức của mình. Cậu buộc phải đồng ý vì cô đe dọa sẽ công khai một đoạn phim đáng xấu hỏ của cậu do mẹ cậu quay. Kì kiểm tra kết thúc, Tương Cầm được hạng 100 trong khi Trực Thụ vẫn đứng đầu. Vào ngày hội thể thao của trường, lớp của Trực Thụ đã phát một đoạn video chế lại khi Tương Cầm tỏ tình với Trục Thụ. Cô đã rất tức giận và ngay lập tức cho phát đoạn clip của Trực Thụ. Trực Thụ đã kéo cô đến ban công trường trước khi hôn cô một lần nữa.
Hai năm sau, vì sự động viên của mẹ Trực Thụ mà Tương Cầm luôn muốn dõi theo và gắn kết với Trực Thụ, nhưng cậu lại muốn sống một cuộc sống riêng và trở thành một bác sĩ thú y. Trong một chuyến đi chơi, Tương Cầm và Trực Thụ buộc phải qua đêm tại một khác sạn nhỏ, tại đây vao buổi sáng hôm sau, Trực Thụ đã một lần nữa hôn Tương Cầm trong khi cô vẫn đang ngủ. Một lúc sau, một cuộc điện thoại từ công ty báo rằng ba của Trực Thụ bị đột quỵ, đang được cấp cứu tại bệnh viện, cả hai tức tốc chạy tới bệnh viện và Trực Thụ chính thức tiếp quản việc kinh doanh của cha. Vì những căng thẳng trong công việc mà cả hai đã cải nhau. Tương Cầm quyết định rời khỏi nhà Trực Thụ.
Một năm nữa trôi qua, Tương Cầm vẫn theo dõi Trực Thụ thông qua mạng xã hội, trong đó có một bài đăng rằng hôm nay Trực Thụ sẽ trở về trường cấp 3 của mình để diễn thuyết. Tương Cầm hoàn toàn không để ý rằng mình đã tự đi đến trường. Khi bước vào hội trường, cô ngạc nhiên khi ở đây hoàn toàn không có ai cả. Trực Thụ xuất hiện và tỏ tình với Tương Cầm. Cả hai đã hôn nhau lần thứ tư. Trực Thọ cũng đã ngỏ lời kết hôn với Tương Cầm.
Cuộc sống hôn nhân của cả hai được chiếu trong cảnh hậu trường cuối phim.

## Diễn viên
- Vương Đại Lục trong vai Giang Trực Thụ
- Lâm Doãn trong vai Nguyên Tương Cầm
- Trần Bá Dung trong vai A Kim
- Trương Bá Chi trong vai Sa Hội
- Lý Minh Thuận trong vai cha của Trực Thụ
- Chung Lệ Đề trong vai mẹ của Trực Thụ
- Thai Trí Nguyên trong vai cha của Tương Cầm

## Nhạc phim
- Really Foolish (真的傻) của Lala Hsu
- Proof of Heartbeat (心跳的证明) của Liu Renyu
- I Belong To You của Kuo Shu-yao 房东的猫
- Hundred Ways Of Not Liking You (一百个不喜欢你的方法) của 房东的猫

## Phát hành
Tại thị trường quốc tế, Nụ hôn đầu được công chiếu trong cùng ngày với thị trường Đài Loan tại Malaysia, Trung Quốc, Úc, New Zealand, Hoa Kỳ, Canada và Vương quốc Anh. Tangren Media giành quyền phân phối phim ở tất cả các nước phương Tây, trong khi RAM Entertainment có quyền phân phối phim tại Singapore và Malaysia.
Phim được Lotte Entertainment phát hành tại thị trường Việt Nam vào ngày 14 tháng 2 năm 2019.

## Đón nhận

### Doanh thu phòng vé
Tính đến ngày 6 tháng 3 năm 2019, bộ phim đã thu về 24 triệu đô la, phần lớn là từ thị trường Trung Quốc và Đài Loan.